# One of the Few
One of the Few est une chanson du groupe de rock progressif britannique Pink Floyd. C'est le troisième titre de l'album The Final Cut paru en 1983. Elle devait en premier lieu paraître sur l'album précédent, The Wall sous le titre "Teach". Ce ne fut pas le cas.

## Composition
La chanson dure 1 minute 12 secondes, elle est très calme et très lente. Durant la totalité de la chanson, nous pouvons entendre un bruit d'horloge ainsi qu'un battement de tambour régulier.

## Divers
Le groupe de rock britannique Anathema a fait une reprise du morceau sur leur album Resonance en 2001.

## Personnel
- Roger Waters - chant, guitare basse
- David Gilmour - guitare acoustique

## Liens
- Site officiel de Pink Floyd
- Site officiel de Roger Waters